# Cancricepon pilula
Cancricepon pilula is een pissebed uit de familie Bopyridae. De wetenschappelijke naam van de soort is voor het eerst geldig gepubliceerd in 1887 door Giard & Bonnier.